# Саамски езици
Саамски езици е събирателно название на група родствени угро-фински езици, които се говорят от народа саами в Северна Европа (Норвегия, Русия, Финландия, Швеция). Често се смята погрешно, че саамите говорят на един език.
По географски признак саамските езици се делят на 2 клона:
Западносаамски езици
- южносаамски език
- уме-саамски език
- пите-саамски език
- луле-саамски език
- северносаамски език

Източносаамски езици
- инари-саамски език
- кеми-саамски език (мъртъв)
- сколт-саамски език
- акала-саамски език (мъртъв)
- килдин-саамски език
- тер-саамски език

## История
Саамските езици се говорят в най-северните части на Европа. През Средните векове отмрели вече саамски езици са се говорили в средните и южните части на Финландия и Карелия, както и в по-обширни области на Скандинавия. Те обаче са били изместени впоследствие от земеделските фински племена.
Най-нови изследвания разкриват широк речников пласт в саамските езици, свързан с топонимията, имена на животни и растения, които са взети вероятно от езиците на първите обитатели на Северна Европа (Aikio 2004). Първите пра-саамски говори са се образували не по-късно от 500 година.